# Kieran Offord
Kieran Offord (* 28. März 2004 in Airdrie) ist ein schottischer Fußballspieler, der beim Linfield FC unter Vertrag steht.

## Karriere

### Verein
Der in Airdrie geborene Offord begann seine Fußballkarriere in der Jugend des FC St. Mirren aus Paisley. Nachdem Offord alle Jugendmannschaften bei den „Saints“ durchlaufen hatte, wechselte er im Dezember 2021 auf Leihbasis in die Lowland League zum FC East Stirlingshire. Am 22. Dezember 2021 wurde Offord nach zwei Einsätzen und einem Tor für East Stirlingshire aufgrund eines COVID-19-Ausbruchs im Kader von St. Mirren von der Leihe zurückgerufen. Er gab sein St. Mirren-Debüt im Alter von 17 Jahren bei einem 0:0-Unentschieden gegen Celtic Glasgow in der Scottish Premiership, als er in der Startelf stand. Vier Tage später, am 26. Dezember spielte er ein zweites Mal, als er gegen die Glasgow Rangers bei einer 0:2-Niederlage im Ibrox Stadium spät eingewechselt wurde.
Am 28. Dezember 2021 war Offord wieder bei East Stirlingshire als Leihspieler aktiv. Im März 2022 verlängerte er seinen Vertrag bei St. Mirren bis 2024. In der Sommerpause 2022 kehrte Offord zurück nach Paisley und spielte zu Saisonbeginn in drei Partien des Schottischen Ligapokals. Im September 2022 wechselte Offord für eine Saison per Leihe zum Drittligisten Alloa Athletic. Er traf bei seinem Debüt gegen den FC Clyde und zwei weitere Male in insgesamt 13 Ligaspielen. Am 20. Januar 2023 wurde Offord von St. Mirren vorzeitig zurückgerufen. Wenige später kam er für die „Saints“ gegen Motherwell zum Einsatz.

### Nationalmannschaft
Kieran Offord debütierte im Oktober 2019 für die schottische U16-Nationalmannschaft gegen Irland und traf dabei zweimal in das gegnerische Tor. Bis zum Jahresende kamen zwei weitere Spiele für diese Altersklasse dazu. Nachdem er im Jahr 2020 für keine Auswahlmannschaft der Schotten gespielt hatte, kam er im November 2021 zu seinem Debüt in der U19 gegen Gibraltar. In seinem vierten Spiel traf er im September 2022 doppelt gegen Malta.